# اچ‌اس‌بی‌سی بانک
اچ‌اس‌بی‌سی بانک (انگلیسی: HSBC Bank) شرکت خدمات مالی و بانکداری بریتانیایی است، که در سال ۱۸۳۶ تأسیس شد.